# Makenna Jones
Makenna Jones (* 26. Februar 1998) ist eine US-amerikanische Tennisspielerin.

## Karriere
Jones spielt bislang vorrangig auf der ITF Women’s World Tennis Tour, wo sie bislang drei Titel im Einzel und 15 im Doppel gewinnen konnte.
Im August 2021 erhielt sie zusammen mit ihrer Partnerin Elizabeth Scotty eine Wildcard für das Hauptfeld im Damendoppel der Mubadala Silicon Valley Classic 2021, einem Turnier der WTA Tour.

### College Tennis
Makenna Jones spielt für das Damentennis-Team der University of North Carolina at Chapel Hill.
Im Mai 2021 gewann sie zusammen mit Elizabeth Scotty den Titel der NCAA Division I Tennis Championships.

## Turniersiege

### Einzel
| Nr. | Datum          | Turnier     | Kategorie | Belag     | Finalgegnerin | Ergebnis      |
| --- | -------------- | ----------- | --------- | --------- | ------------- | ------------- |
| 1.  | 19. Juni 2022  | San Diego   | ITF W15   | Hartplatz | Megan McCray  | 3:6, 6:3, 6:3 |
| 2.  | 23. April 2023 | Zephyrhills | ITF W25   | Sand      | Hanna Chang   | 5:7, 6:4, 6:1 |
| 3.  | 11. Juni 2023  | Madrid      | ITF W25   | Hartplatz | Sakura Hosogi | 6:2, 6:3      |

### Doppel
| Nr. | Datum             | Turnier            | Kategorie | Belag     | Partnerin            | Finalgegnerinnen                        | Ergebnis          |
| --- | ----------------- | ------------------ | --------- | --------- | -------------------- | --------------------------------------- | ----------------- |
| 1.  | 11. Juni 2022     | San Diego          | ITF W15   | Hartplatz | Kimmi Hance          | Marija Kosyrewa Veronica Miroshnichenko | 6:3, 6:3          |
| 2.  | 16. Juli 2022     | Lakewood           | ITF W15   | Hartplatz | Brienne Minor        | Taylor Cataldi Isabella Chhiv           | 6:4, 6:0          |
| 3.  | 14. Januar 2023   | Naples             | ITF W25   | Sand      | Reese Brantmeier     | Emily Appleton Quinn Gleason            | 6:4, 6:2          |
| 4.  | 21. Januar 2023   | Vero Beach         | ITF W60   | Sand      | Francesca Di Lorenzo | Quinn Gleason Elixane Lechemia          | 4:6, 6:3, [10:3]  |
| 5.  | 16. April 2023    | Boca Raton         | ITF W25   | Sand      | Jamie Loeb           | Sofia Sewing Fanny Stollár              | 5:7, 6:3, [10:8]  |
| 6.  | 7. Mai 2023       | Bonita Springs     | ITF W100  | Sand      | Jamie Loeb           | Ashlyn Krueger Robin Montgomery         | 5:7, 6:4, [10:2]  |
| 7.  | 13. Mai 2023      | Orlando            | ITF W25   | Sand      | Maria Mateas         | Dalayna Hewitt Katarina Jokić           | 6:4, 6:2          |
| 8.  | 20. Mai 2023      | Pelham             | ITF W60   | Sand      | Jamie Loeb           | Robin Anderson Elysia Bolton            | 6:4, 7:5          |
| 9.  | 16. Juni 2023     | Madrid             | ITF W60   | Hartplatz | Jamie Loeb           | Destanee Aiava Berfu Cengiz             | 6:4, 5:7, [10:6]  |
| 10. | 24. Juni 2023     | Tauste             | ITF W25+H | Hartplatz | Jamie Loeb           | Gao Xinyu Jekaterina Owtscharenko       | 6:1, 6:3          |
| 11. | 15. Oktober 2023  | Rancho Santa Fe    | ITF W60   | Hartplatz | Julija Starodubzewa  | Tatjana Prosorowa Madison Sieg          | 6:3, 4:6, [10:6]  |
| 12. | 26. Oktober 2024  | Hilton Head Island | ITF W35   | Hartplatz | Fiona Crawley        | Angella Okutoyi Merna Refaat            | 6:2, 6:75, [10:7] |
| 13. | 16. November 2024 | Clemson            | ITF W15   | Hartplatz | Sara Daavettila      | Olivia Bergler Sophia Biolay            | 7:64, 6:4         |
| 14. | 7. Dezember 2024  | Tampa              | ITF W50   | Sand      | Alana Smith          | Lexington Reed Mia Yamakita             | 7:5, 6:1          |
| 15. | 29. März 2025     | Antalya            | ITF W35   | Sand      | Lija Karatantschewa  | Ilinca Amariei Cristina Dinu            | 6:2, 6:2          |